# Алвисмал
„Алвисмал“ или „Речи на Алвис“ е поема от Поетичната Еда от XII век. Отнася се до разговор между Тор и джудже на име Алвис.

## История
Алвис отива при Тор, за да иска ръката на дъщеря му, заявявайки, че му е била обещана отпреди. Тор отказва, тъй като не е бил удома тогава и казва на джуджето, че може да вземе девойката, ако успее да отговори правилно на всички негови въпроси. Отговорите на Алвис действат като изчерпателен списък на съзнателните митологични единици измежду хората, асите, ваните, великаните, джуджетата и елфите.
Алвис успява да отговори вярно на въпросите, но е превърнат в камък, когато лъчите на изгряващото слънце го докосват. Това е необичайно за истории за Тор, тъй като той обикновено разрешава проблемите чрез физическа сила, вместо умствена.